# Каждый мечтает о собаке
«Каждый мечтает о собаке» — российский детский фильм 2024 года, снятый режиссёром Ольгой Беляевой по мотивам одноимённой повести Владимира Железникова.

## Сюжет
События происходят в 1965 году в Москве. Пятиклассник-пионер Юрка — мечтательный, робкий и необщительный мальчик, которого одноклассники прозвали «Сократиком». Юрка очень рано потерял отца и жил, стараясь заботиться о своей матери и бороться со всякой несправедливостью. Однажды в классе появляются двое новичков — Тошка и Иван Кулаковы, дети лётчика-испытателя. Двенадцатилетний Юрка, тяжело переживающий утрату отца, узнаёт о том, что его мама встречается с другим мужчиной. Учитель литературы Фёдор Фёдорович, с которым Юрка делился своими переживаниями, всегда был рад поддержать мальчика и поделиться своим жизненным опытом. Появление новичков в классе изменило жизнь Юрки. Ему предстояло узнать цену настоящей дружбы и радости первой влюблённости. Иногда в фантазиях мальчика появлялся его отец, который своими советами помогал сыну познавать мир и справляться со всеми жизненными трудностями.

## В ролях
| Актёр               | Роль                               |
| ------------------- | ---------------------------------- |
| Борис Дейков        | Юрка Хлебородов                    |
| Вероника Васильева  | Тошка Кулакова                     |
| Макар Фомин         | Иван Кулаков                       |
| Вера Островская     | Зинка Сулоева                      |
| Елизавета Медведева | Ленка Попова                       |
| Данила Харенко      | Рябов                              |
| Иван Колесников     | Фёдор Фёдорович учитель литературы |
| Константин Крюков   | Сергей Яковлевич учитель истории   |
| Екатерина Шпица     | мама Юрки                          |

| Актёр              | Роль              |
| ------------------ | ----------------- |
| Дмитрий Муляр      | отец Юрки         |
| Сергей Никоненко   | дед Юрки          |
| Тамара Акулова     | Нина Романовна    |
| Сергей Кемпо       | Геннадий Павлович |
| Александр Ефимов   | Кулаков           |
| Борис Каморзин     | Грибоедов         |
| Игорь Костолевский | Юрка в наши дни   |
| Ирина Купченко     | Тошка в наши дни  |
| Евгения Дмитриева  | директор школы    |

## Производство и показ
Съемки проходили в Москве в районе метро Октябрьское поле недалеко от Курчатовского института и на Пречистенке. Также съёмки проходили в Подмосковье.
Премьера фильма состоялась 16 мая 2024 года.

## Критика
Это кино учит дружбе, учит быть милосердными. Очень доброе хорошее семейное кино в лучших традициях ретро 60-х.— Сноб

«Каждый мечтает о собаке» — это фильм, повествующий об истинной дружбе, первой любви и трудностях, с которыми может столкнуться молодое поколение на пути взросления.— Furor Media

## Интересные факты
Детская повесть «Каждый мечтает о собаке» Владимира Железникова (дважды лауреата госпремии) про поиски собачки по кличке «Малыш» уже была экранизирована. В 1976 году вышел художественный фильм «Пропал и нашёлся», режиссёром которого выступил Игорь Ясулович. В 1984 году на экраны выходит ещё одна экранизация повести — картина «Мой друг Сократик», снятая на Рижской киностудии режиссёром Андрисом Розенбергсом.